# Estland op het Eurovisiesongfestival 2013
Estland nam deel aan het Eurovisiesongfestival 2013 in Malmö, in Zweden. Het was de 19de deelname van het land op het Eurovisiesongfestival. ERR was verantwoordelijk voor de Estse bijdrage voor de editie van 2013.

## Selectieprocedure
De Estse openbare omroep startte de inschrijvingen op 12 september 2012. Geïnteresseerden kregen tot 10 december de tijd om een inzending in te sturen. Er werden in totaal 157 nummers ontvangen, twee minder dan het voorgaande jaar. Een interne jury koos vervolgens twintig acts die mochten aantreden in Eesti Laul 2013. De vakjury bestond uit Owe Petersell, Lenna Kuurmaa, Erik Morna, Alari Kivisaar, Valner Valme, Ingrid Kohtla, Siim Nestor, Koit Raudsepp, Maiken, Tauno Aints en Kaupo Karelson. De acts werden op 14 december bekendgemaakt. Drie dagen later diskwalificeerde ERR Tauri en diens nummer Miljoni roosiga kaardi sul saadan op verdenking van plagiaat. Hij werd vervangen door Armastus en diens nummer Young girl.
Er werden twee halve finales georganiseerd in de tweede helft van februari. De finale volgde op zaterdag 2 maart 2013. Uit elke halve finale gingen vijf van de tien artiesten door naar de finale. De keuze werd voor de helft bepaald door een vakjury, en voor de andere helft door het publiek via televoting. In de grote finale werd dezelfde procedure gevolgd om twee superfinalisten te kiezen. Vervolgens mocht het publiek autonoom bepalen wie Estland zou vertegenwoordigen in Malmö. De keuze viel uiteindelijk op Birgit Õigemeel, met Et uus saaks alguse. Zij haalde het in de superfinale nipt van Grete Paia. Opvallend: in de tweede halve finale was Birgit Õigemeel slechts vijfde geworden.

## Eesti Laul 2013

### Eerste halve finale
16 februari 2013
| Plaats | Artiest            | Lied                                       | Jury | Publiek | Totaal |
| ------ | ------------------ | ------------------------------------------ | ---- | ------- | ------ |
| 1      | Winny Puhh         | Meiecundimees üks Korsakov läks eile Lätti | 9    | 9       | 18     |
| 2      | Kõrsikud           | Suuda öelda ei                             | 10   | 8       | 18     |
| 3      | Grete Paia         | Päästke noored hinged                      | 5    | 10      | 15     |
| 4      | Elina Born         | Enough                                     | 7    | 7       | 14     |
| 5      | Teele, Tuuli & Ula | Ring the alarm                             | 8    | 5       | 13     |
| 6      | Rosanna Lints      | Follow me                                  | 4    | 6       | 10     |
| 7      | Armastus           | Young girl                                 | 6    | 3       | 9      |
| 8      | Anisa              | The missing thing                          | 3    | 2       | 5      |
| 9      | Marilyn Jurman     | Moving to mmm                              | 2    | 4       | 6      |
| 10     | Sarah              | Taevas valgeks läeb                        | 1    | 1       | 2      |

### Tweede halve finale
23 februari 2013
| Plaats | Artiest                  | Lied                       | Jury | Publiek | Totaal |
| ------ | ------------------------ | -------------------------- | ---- | ------- | ------ |
| 1      | Rolf Roosalu             | With u                     | 4    | 8       | 12     |
| 2      | Facelift Deer            | Dance                      | 5    | 7       | 12     |
| 3      | Liisi Koikson & Söörömöö | Üle vee                    | 8    | 4       | 12     |
| 4      | Põhja-Tallinn            | Meil on aega veel          | 1    | 10      | 11     |
| 5      | Birgit Õigemeel          | Et uus saaks alguse        | 2    | 9       | 11     |
| 6      | Flank                    | Missing light              | 6    | 5       | 11     |
| 7      | Marie Vaigla             | Maybe                      | 9    | 2       | 11     |
| 8      | Tenfold Rabbit           | Balance of water and stone | 10   | 1       | 11     |
| 9      | Liis Lemsalu             | Uhhuu                      | 7    | 3       | 10     |
| 10     | Neogeen                  | Lune sournoise             | 3    | 6       | 9      |

### Finale
2 maart 2013
| Plaats | Artiest                  | Lied                                       | Jury | Publiek | Totaal |
| ------ | ------------------------ | ------------------------------------------ | ---- | ------- | ------ |
| 1      | Birgit Õigemeel          | Et uus saaks alguse                        | 9    | 8       | 17     |
| 2      | Grete Paia               | Päästke noored hinged                      | 6    | 10      | 16     |
| 3      | Winny Puhh               | Meiecundimees üks Korsakov läks eile Lätti | 7    | 9       | 16     |
| 4      | Kõrsikud                 | Suuda öelda ei                             | 10   | 6       | 16     |
| 5      | Liisi Koikson & Söörömöö | Üle vee                                    | 8    | 2       | 10     |
| 6      | Põhja-Tallinn            | Meil on aega veel                          | 2    | 7       | 9      |
| 7      | Facelift Deer            | Dance                                      | 5    | 4       | 9      |
| 8      | Elina Born               | Enough                                     | 3    | 5       | 8      |
| 9      | Teele, Tuuli & Ula       | Ring the alarm                             | 4    | 3       | 7      |
| 10     | Rolf Roosalu             | With u                                     | 1    | 1       | 2      |

Superfinale
| Plaats | Artiest         | Lied                  | Stemmen |
| ------ | --------------- | --------------------- | ------- |
| 1      | Birgit Õigemeel | Et uus saaks alguse   | 51 %    |
| 2      | Grete Paia      | Päästke noored hinged | 49 %    |

## In Malmö
Estland trad aan in de eerste halve finale op dinsdag 14 mei 2013. Daar werd het 10de en mocht zo doorstoten naar de finale. In die finale werd Estland 20ste.
1994 · 1995 · 1996 · 1997 · 1998 · 1999 · 2000 · 2001 · 2002 · 2003 · 2004 · 2005 · 2006 · 2007 · 2008 · 2009 · 2010 · 2011 · 2012 · 2013 · 2014 · 2015 · 2016 · 2017 · 2018 · 2019 · 2020 · 2021 · 2022 · 2023 · 2024 · 2025
Albanië · Armenië · Azerbeidzjan · België · Bulgarije ·  Cyprus · Denemarken · Duitsland · Estland · Finland · Frankrijk · Georgië · Griekenland · Hongarije · Ierland · IJsland · Israël · Italië ·  Kroatië · Letland · Litouwen · Macedonië · Malta · Moldavië · Montenegro · Nederland · Noorwegen · Oekraïne · Oostenrijk · Roemenië · Rusland · San Marino · Servië · Slovenië · Spanje · Verenigd Koninkrijk · Wit-Rusland · Zweden · Zwitserland